# Nathan Blake
Nathan Alexandar Blake (* 27. Januar 1972 in Cardiff) ist ein ehemaliger walisischer Fußballspieler. Der Stürmer war walisischer Nationalspieler.
Er spielte von 1990 bis 1994 bei Cardiff City, mit denen er 1993 in die Zweite Division aufstieg. Im Februar 1994 wechselte er zu Sheffield United in die Premier League, doch am Ende der Saison stand der Abstieg in die Erste Division. Im Dezember 1995 wurde er vom Premier-League-Klub Bolton Wanderers verpflichtet. Die Wanderers stiegen zwar ab, doch folgte 1997 der sofortige Wiederaufstieg in die höchste Klasse. Nachdem der Klub 1998 wieder abgestiegen war, wechselte Blake im Oktober zu den Blackburn Rovers, mit denen er aber 1999 auch in die Zweitklassigkeit gehen musste. 2001 gelang den Rovers der Aufstieg in die Premier League, jedoch verkauften sie Blake an den Erste-Division-Klub Wolverhampton Wanderers. Mit Wolverhampton schaffte er 2003 den Aufstieg in die Premier League. Nach einer schwachen Saison folgte aber der direkte Abstieg. Für Blake war es bereits der fünfte, was außer ihm nur Hermann Hreiðarsson widerfuhr. Blake wechselte zum Mitabsteiger Leicester City, wurde aber schon im Januar 2005 an Leeds United ausgeliehen. Im August 2005 wurde er nach einer positiven Dopingkontrolle für sechs Monate gesperrt.
Blake wurde zwischen 1994 und 2003 insgesamt 29-mal in die walisische Nationalmannschaft berufen und schoss vier Tore.